# Julien-K
Julien-K is een elektronicaband, opgezet door Ryan Shuck en Amir Derakh van Orgy. Naast deze werken ook Brandon Belsky en Elias Andra mee aan het project, dat in 2003 startte. De band heeft twee albums uitgebracht: Death to Analog en We're Here With You.

## Biografie
De band plaatste aan het begin van de zomer van 2003 de demoversies van Look at You, Kick the Bass, Someday Soon en Everyone Knows en Technical Difficulties op hun officiële website. Tot 2007 stond het bericht "Coming Soon" op de pagina.
In 2007 werd de band door Linkin Park uitgenodigd om mee te doen aan de zesde editie van Projekt Revolution. De leadzanger van Linkin Park en een goede vriend van Shuck en Derakh, Chester Bennington, deed af en toe een nummer mee en nam op een datum alle vocalen voor zijn rekening doordat Shuck vanwege het huwelijk van zijn broer niet aanwezig kon zijn. In dat jaar werd Technical Difficulties, als het eerste publieke afgemixte nummer van de band, op soundtrack van de film Transformers uitgebracht. Ook toerde Julien-K met Evanescence aan de Noord-Amerikaanse leg van The Open Door-tour.
In januari 2008 zou Julien-K opnieuw met Linkin Park toeren, ditmaal in het kader van de Europese Tour. De band moest echter afzeggen om onduidelijke redenen. De groep was ook de openingsact op de The If Tour van Mindless Self Indulgence. Op 7 januari 2009 bevestigde Shuck de Amerikaanse releasedatum van het debuutalbum Death to Analog. Deze zou op 17 februari uitgebracht worden, de dag dat de analoge televisie in de Verenigde Staten zou overschakelen op digitale televisie; de dood van de analoog. Desondanks werd de release door de grote vraag naar de fysieke versie van het album uitgesteld naar 10 maart 2009. Samen met het album bracht de band een deluxe versie, Death to Digital, waarop alle nummers van het moederalbum zijn geremixt door onder andere Paul Oakenfold, deadmau5 en Mike Shinoda. Het album, met als leadsingle Kick the Bass, is gemixt door Tim Palmer (onder andere U2, Pearl Jam en Kane) en geproduceerd door Bennington. De band werd ook gevraagd voor de muziekscore van het spel Transformers: Revenge of the Fallen.
Sinds 2005 werkt de band samen met Bennington aan diens soloproject Dead by Sunrise, een nieuwe band waarin naast Bennington, de leden van Julien-K ook Anthony "Fu" Valcic meedoet. Shuck beschreef de nieuwe groep als "Bennington's Julien-K". In 2005 gaven ze samen hun eerste optreden op de benefiet ReAct Now: Music & Relief, waar ze een akoestische versie van Let Down speelden. Julien-K maakte voor de soundtrack voor Underworld: Evolution een remix van Dead by Sunrise' Morning After. In oktober 2009 werd het debuutalbum Out of Ashes uitgebracht.
Op 20 oktober 2009 werd Death to Analog wereldwijd digitaal uitgebracht. De fysieke release vond in februari 2010 plaats.
Julien-K heeft in 2003 een nummer genaamd This Machine voor het platformspel Sonic Heroes en een nummer Waking Up voor Shadow the Hedgehog geschreven.
Brandon Belsky nam in juni 2010 afscheid van de band omdat hij het niet eens was met de nieuwe creatieve richting die de band nam bij de albumsessies voor het tweede studioalbum. Zijn vervanger was Anthony "Fu" Valcic. In 2011 vertrok ook Elias Andra, alleen op vriendschappelijke manier. Hij wilde tijd maken voor zijn gezin en het feit dat hij vader werd. Hij speelde echter nog wel alle drums en percussie in voor het tweede album We're Here With You. Uit de audities voor een nieuwe drummer kwam Frank Zummo, drummer in de Street Drum Corps, uit als de nieuwste bandlid.

## JK DJS
JK DJS is een remixduo, bestaande uit Derakh en Belsky. Samen treden zij op als dj en hebben meerdere sets en edits uitgebracht.

## Discografie

### Albums
- Death to Analog (2009, Metropolis)
- Death to Digital X (2010)
- We're Here With You (2012)

### Ep's
- Kick the Bass Promo EP (2008, eigen release)
- Look at U (deadmau5 Remixes) (2008, Circuit Freq Records, digitaal)
- Maestro (Koma + Bones Remixes) (2008, Circuit Freq Records, digitaal)
- Someday Soon Remixes (2009, Circuit Freq Records, digitaal)
- Kick the Bass Remixes (2009, Circuit Freq Records, digitaal)
- Spiral Remixes (2009, Circuit Freq Records, digitaal)
- SDS Sessions V.1 (2011, Tiefdruck-Musik, vinyl)
- We're Here With You Remix EP (2012, Circuit Freq Records, digitaal)

### Singles
- Kick the Bass (2009, Metropolis, digitaal)
- Dreamland (2010, Tiefdruck-Musik, digitaal)
- Breakfast in Berlin (2011, Tiefdruck-Musik, digitaal)
- Cruel Daze of Summer (2012)